# 貝萊內市鎮

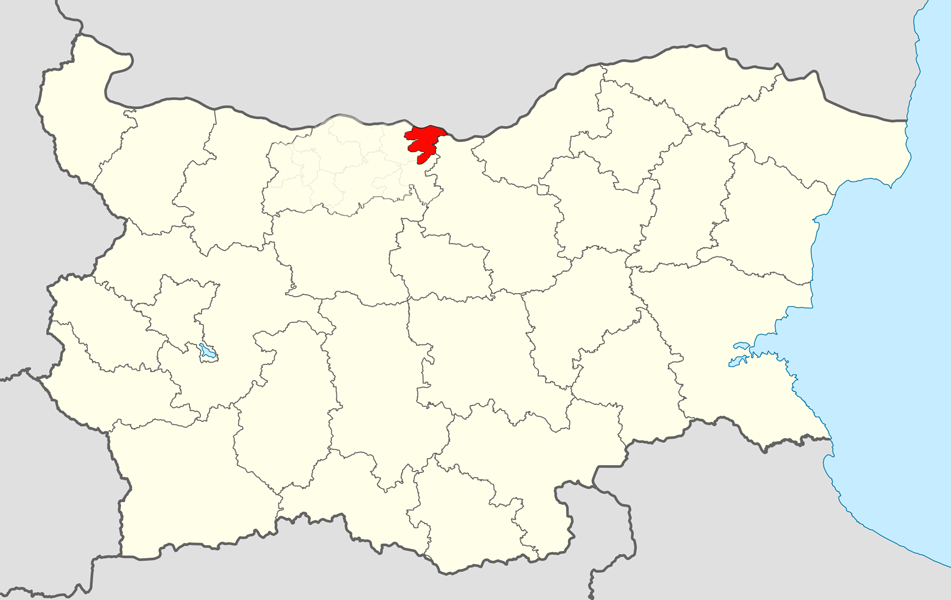

貝萊內市，是保加利亞的城鎮，位於該國北部，由普列文州負責管轄，首府設於貝萊內，面積285平方公里，2009年人口10,908，人口密度每平方公里38.27人。
43°36′N 25°7′E / 43.600°N 25.117°E